# Lathyrus cirrhosus
Lathyrus cirrhosus là một loài thực vật có hoa trong họ Đậu. Loài này được Ser. miêu tả khoa học đầu tiên.